# Aldfaer
Aldfaer (Fries voor oudvader) is een uitgebreid Nederlandstalig computerprogramma voor het vastleggen van stamboomgegevens. De programmacode is ondergebracht bij  'Stichting Aldfaer' om de toekomst van het programma te waarborgen.
In 1998 is de eerste versie van Aldfaer gebouwd. Het heette toen nog "Tante Tyt". Na twee jaar werd het omgedoopt in "Aldfaer" en op internet gezet. Die eerste versies worden niet meer ondersteund.
Aldfaer draait onder Windows en is freeware. Het kent een uitgebreide ondersteuning via de site Aldfaerforum. Het programma biedt de mogelijkheid om een stamboom eenvoudig te exporteren naar een website of naar GEDCOM voor communicatie met collega stamboomonderzoekers. Sinds Aldfaer 11.0 wordt GEDCOM versie 7.0 ondersteund. Onder bepaalde voorwaarden zal Aldfaer op een Apple computer met macOS werken en dan alleen de versies 10.7 … 10.14 . Aldfaer kan met behulp van Wine ook op Linux weken, maar de ontwikkelaars bieden hiervoor geen ondersteuning .
Tevens is er de mogelijkheid om eigen rapporten, "sjablonen" genaamd, te kunnen genereren met een scripttaal.
Daarnaast is er een mogelijkheid om dit programma ook in andere talen, bijvoorbeeld Deens, Frans, Engels en Duits te gebruiken, deze mogelijkheid wordt door de ontwerpers van het programma niet verder uitgebreid. De in versie 6 aangekondigde samenwerking met MyHeritage is met versie 11 beëindigd .